# 広東省
広東省（カントンしょう、中国語:廣東省（广东省）、中國普通話拼音:Guǎngdōng Shěng、広東語拼音:gwong2 dung1 saang2、英語: Guangdong）は、中華人民共和国南部に位置する省。隣の広西チワン族自治区と併せて「両広」と呼ばれる事もある。

## 地理
中国大陸の南に位置し、南シナ海に面している。北は福建省・江西省・湖南省と接し、西は広西チワン族自治区と接している。また南西には、かつて広東省の一部であった海南省がある。省の南に香港・マカオの両特別行政区が存在している。香港との境界には深圳経済特区を、マカオとの境界には珠海経済特区を有している。
気候は温帯夏雨気候（熱帯モンスーン気候もしくはサバナ気候から温暖湿潤気候への移行部型）で夏に高温多湿・冬に温暖少雨となる。省の北部には東西に南嶺山脈が走り、湖南省・江西省との境界をなす。主な河川は珠江とその水系（西江・北江・東江）。ほかに韓江など。

## 言語
広東省内では、省都の広州を始めとして、広東語が広く話されているが、東部から北部では客家語が、東部の潮州市周辺（潮州語）や中山市の一部や西南部では閩南語が話されている。省外からの移入人口が多い深圳市の市街地や珠海市の中心部では、主に普通話が話されている。省北部には韶関土話・粤北土話とよばれる方言群がある。他に、チワン語・ヤオ語・キン語などの少数民族語を使う地域がある。

## 歴史
古代の百越の地で、紀元前214年に秦の始皇帝が嶺南を征服して南海県を設置し、県治を番禺（現在の広州市番禺区）に置いた。始皇帝の没後、陳勝・呉広の乱をきっかけに中国全土が戦乱状態になると趙佗が番禺を首都とする南越国を立てて自立したが、紀元前111年に漢に併合された。漢代には交州に所属し、三国時代の呉に大部分を広州として分割した。唐代には広西と併せて嶺南道となった。五代十国時代には興王府（番禺）に都をおいた南漢に属し、南漢が北宋に征服された後は広南道と改名された。元代に広東道が成立、明代には広東布政使司が管轄、清代に広東省となった。
歴史的に見ると経済の発展は遅かったが、明代にようやく長江下流域と肩を並べる経済先進地域に発展した。1979年の改革開放で広東省の深圳などは経済特区第一号となり、香港と近接する広東省は外資の導入で経済的に大飛躍を遂げた。中国共産党の広東省党委書記の汪洋が行った経済改革方法は広東モデルと呼ばれた。

## 行政区分
広東省には21の地級市が設置されており、中でも広州市と深圳市は副省級市に指定されている。
| No.                                                                      | 名称   | 中国語表記 | 広東語拼音         | 普通話拼音      | 面積 (Km2) | 人口 (2020年) | 政府所在地 |
| ------------------------------------------------------------------------ | ------ | ---------- | ------------------ | --------------- | ---------- | ------------- | ---------- |
| #                                                                        | 広東省 | 广东省     | guong2 dung1 sang2 | Guǎngdōng Shěng | 179800.00  | 126,012,510   | 広州市     |
| 広東省の行政区画                                                         |        |            |                    |                 |            |               |            |
|                                                                          |        |            |                    |                 |            |               |            |
| — 副省級市 —                                                             |        |            |                    |                 |            |               |            |
| 9                                                                        | 広州市 | 广州市     | guong2 zeo1 xi5    | Guǎngzhōu Shì   | 7434.40    | 18,676,605    | 越秀区     |
| 21                                                                       | 深圳市 | 深圳市     | sem1 zen3 xi5      | Shēnzhèn Shì    | 1996.78    | 17,560,061    | 福田区     |
| — 地級市 —                                                               |        |            |                    |                 |            |               |            |
| 1                                                                        | 清遠市 | 清远市     | qing1 yun5 xi5     | Qīngyuǎn Shì    | 19152.90   | 3,969,473     | 清城区     |
| 2                                                                        | 韶関市 | 韶关市     | xiu4 guan1 xi5     | Sháoguān Shì    | 18412.53   | 2,855,131     | 湞江区     |
| 3                                                                        | 河源市 | 河源市     | ho4 yun4 xi5       | Héyuán Shì      | 15653.63   | 2,837,686     | 源城区     |
| 4                                                                        | 梅州市 | 梅州市     | mui4 zeo1 xi5      | Méizhōu Shì     | 15864.51   | 3,873,239     | 梅江区     |
| 5                                                                        | 潮州市 | 潮州市     | qiu4 zeo1 xi5      | Cháozhōu Shì    | 3145.89    | 2,568,387     | 湘橋区     |
| 6                                                                        | 肇慶市 | 肇庆市     | xiu6 hing3 xi5     | Zhàoqìng Shì    | 14891.23   | 4,113,594     | 端州区     |
| 7                                                                        | 雲浮市 | 云浮市     | wen4 feo4 xi5      | Yúnfú Shì       | 7779.12    | 2,383,350     | 雲城区     |
| 8                                                                        | 仏山市 | 佛山市     | fed6 san1 xi5      | Fóshān Shì      | 3848.49    | 9,498,863     | 禅城区     |
| 10                                                                       | 東莞市 | 东莞市     | dung1 gun2 xi5     | Dōngguǎn Shì    | 2465.00    | 10,466,625    | 南城街道   |
| 11                                                                       | 恵州市 | 惠州市     | wei6 zeo1 xi5      | Huìzhōu Shì     | 11342.98   | 6,042,852     | 恵城区     |
| 12                                                                       | 汕尾市 | 汕尾市     | san3 méi5 xi5      | Shànwěi Shì     | 4861.79    | 2,672,819     | 城区       |
| 13                                                                       | 掲陽市 | 揭阳市     | kid3 yêng4 xi5     | Jiēyáng Shì     | 5265.38    | 5,577,814     | 榕城区     |
| 14                                                                       | 汕頭市 | 汕头市     | san3 teo4 xi5      | Shàntóu Shì     | 2248.39    | 5,502,031     | 金平区     |
| 15                                                                       | 湛江市 | 湛江市     | zam3 gong1 xi5     | Zhànjiāng Shì   | 13225.44   | 6,981,236     | 赤坎区     |
| 16                                                                       | 茂名市 | 茂名市     | meo6 ming4 xi5     | Màomíng Shì     | 13225.44   | 6,174,050     | 茂南区     |
| 17                                                                       | 陽江市 | 阳江市     | yêng4 gong1 xi5    | Yángjiāng Shì   | 7955.27    | 2,602,959     | 江城区     |
| 18                                                                       | 江門市 | 江门市     | gong1 mun4 xi5     | Jiāngmén Shì    | 9505.42    | 4,798,090     | 蓬江区     |
| 19                                                                       | 中山市 | 中山市     | zung1 san1 xi5     | Zhōngshān Shì   | 1783.67    | 4,418,060     | 東区街道   |
| 20                                                                       | 珠海市 | 珠海市     | ju1 hoi2 xi5       | Zhūhǎi Shì      | 1724.32    | 2,439,585     | 香洲区     |
| * 汕尾市の一部（東沙諸島）は中華民国（台湾）の実効支配下に置かれている。 |        |            |                    |                 |            |               |            |

## 経済
省府広州（こうしゅう）、「世界の工場」と呼ばれる東莞（とうかん）、ハイテク密集地深圳（しんせん）、汕頭（さんとう）と珠海（しゅかい）の経済特区を有する広東省は、省内国民総生産、外資導入額、輸出額、地方税収額で全国各省市区の首位に立ち経済的に非常に富裕な省となった。1978年からの改革開放政策により、生産拡大、外資導入などの基本原則を確定、経済が連続的に飛躍し始める、1978年の生産総額（GDP）は185.57億元（その時期約120億米ドル台）、1990年の時点は1559億元（その時期約330億米ドル台）、2000年代から、商品の輸出は広東省経済による重要な動力になり、2009年は39,082億元（約5747億米ドル）で、引き続き全国首位を確保している。貿易額も、全国首位で、長年好調に推移してきた。2010年以降、商品の輸出、金融産業、ハイテク産業など多方面の発展に伴い、広東省経済に更なる飛躍の原動力を与えた、生産総額（GDP）は2010年の45472億元（6667億米ドル）から2020年の110769億元（12805億米ドル）になった。コロナの後、好調に回復、2023年の生産総額（GDP）は135673億元（18778億米ドル）となった、連続36年間全国首位を保持、一つの省とする、ロシア、韓国、オーストラリアなどの国の全国生産総額（GDP）を超過した。
有名な企業：比亜迪汽車*(BYD)、華為技術*(HUAWEI)、DJI、テンセントグループ、ZTE、TCL集団、美的グループ、恒大集団

## 独立運動
広東省を巡っては、広東語話者や海外在住の広東系ディアスポラの間で、「粤独」と呼ばれる、広東独立を求める声がインターネット上や海外の集会などで見られている。これらの運動は中国政府による中央集権的な統治による広東語や広東文化の抑圧への反発を背景としている。
具体的には、2018年3月には広州市内のバス停などに「広東独立」「香港加油」などの落書きが現れ、SNS上で注目を集めた。匿名掲示板「品蔥」では「粵國構想」　のような広東系と見られるユーザーによる独立運動の投稿が多数あり、反中国共産党的な中国本土からの分離を支持する意見が散見される。
2024年には、在外華人による独立運動団体「粵國独立党」がアムステルダムで演説を行い、広東人の自決権と文化的自治の必要性を訴えた。これらの動きは中国本土では報道規制により報道されておらず、主に海外メディアやSNSを通じて発信されている。

## 教育
- 広東省の大学一覧
- 日本人学校
  - 広州日本人学校[8]
  - 深圳日本人学校[9]
  - オイスカ広州日本語幼稚園[10]

## 健康・医療・衛生
省級病院
- 広東省人民医院
- 広東省第二人民医院
- 中山大学附属第三医院
- 南方医科大学南方医院[11]
- 広州医科大学附属第一医院[12]
- 広州市第八人民医院

## 姉妹自治体・提携自治体

### 提携自治体
- 香港 特別行政区
- マカオ 特別行政区
- オーストラリア ニューサウスウェールズ州
- 日本 兵庫県
- アメリカ合衆国 マサチューセッツ州
- アメリカ合衆国 ハワイ州
- アメリカ合衆国 カリフォルニア州
- オランダ ユトレヒト州
- カナダ ブリティッシュコロンビア州
- スウェーデン スコーネ県
- フランス プロヴァンス・アルプ・コートダジュール地方
- トルコ イスタンブール県
- ポーランド 西ポモージェ県
- インドネシア 北スマトラ州
- メキシコ メヒコ州
- スペイン カタルーニャ州
- 韓国 京畿道
- ドイツ バイエルン州
- デンマーク 南デンマーク地方
- チリ バルパライソ州
- ブラジル サンパウロ州
- オーストラリア クイーンズランド州
- 日本 愛知県

## 文化
- 広東料理、潮州料理、客家料理、順徳料理
- 潮州工夫茶、広東音楽

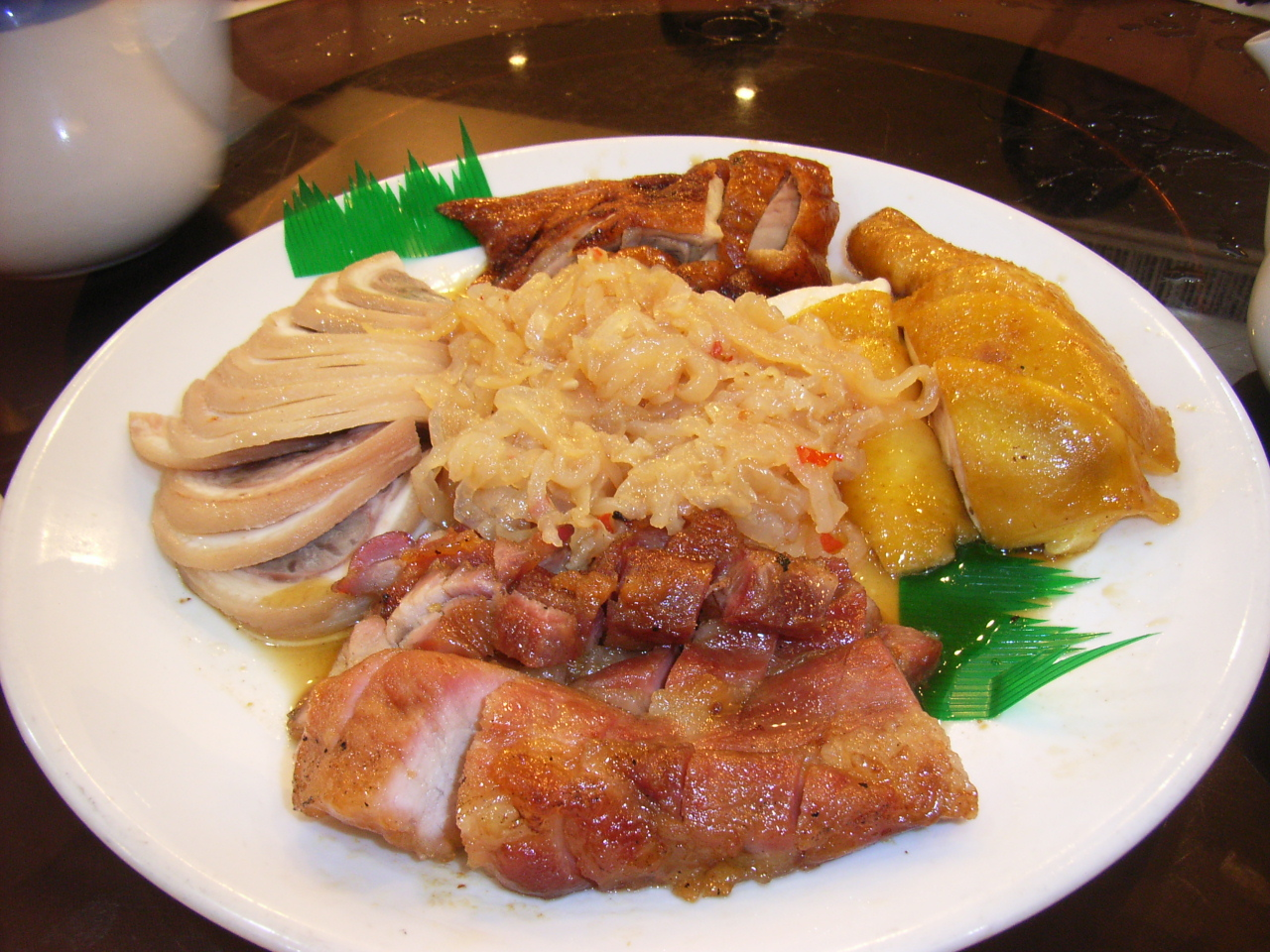
広東料理
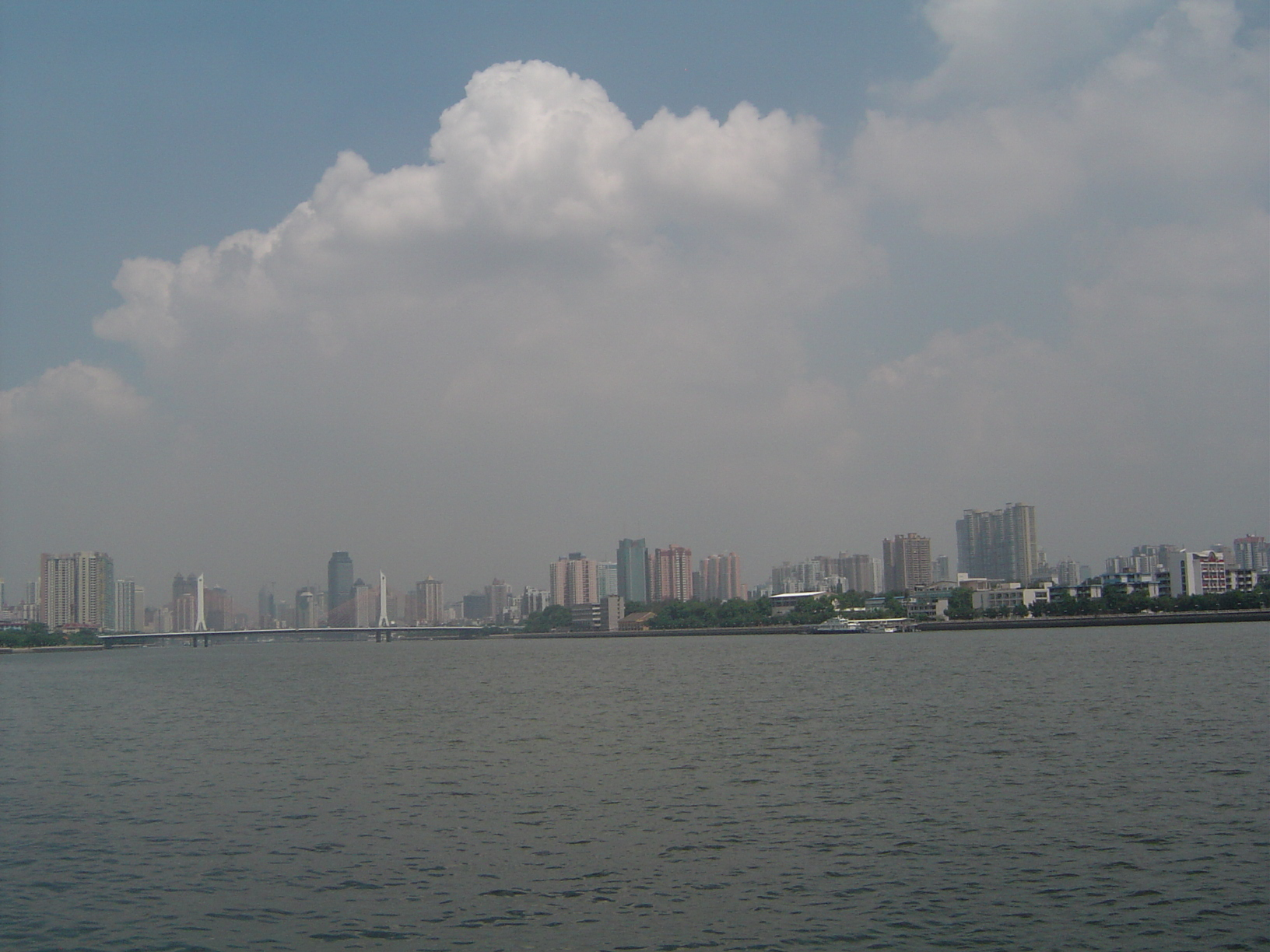
珠江
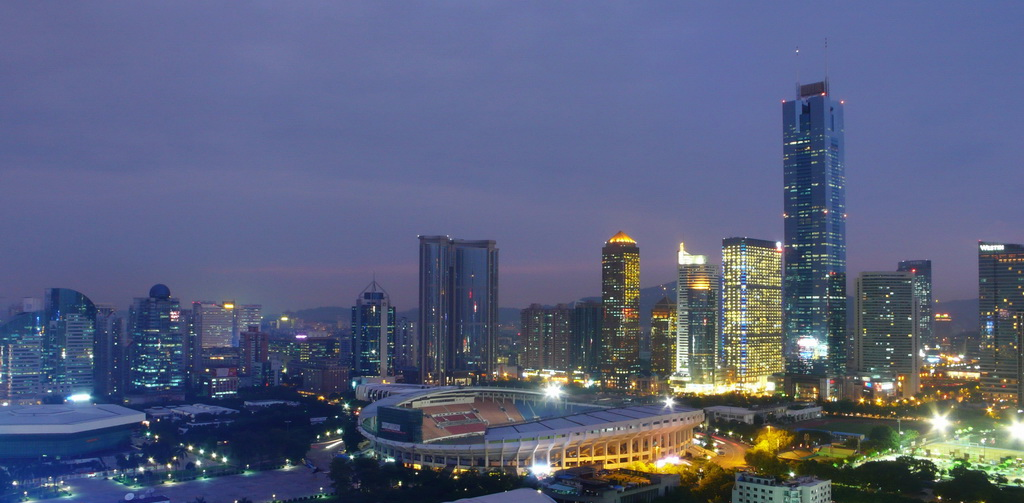
広州市天河区
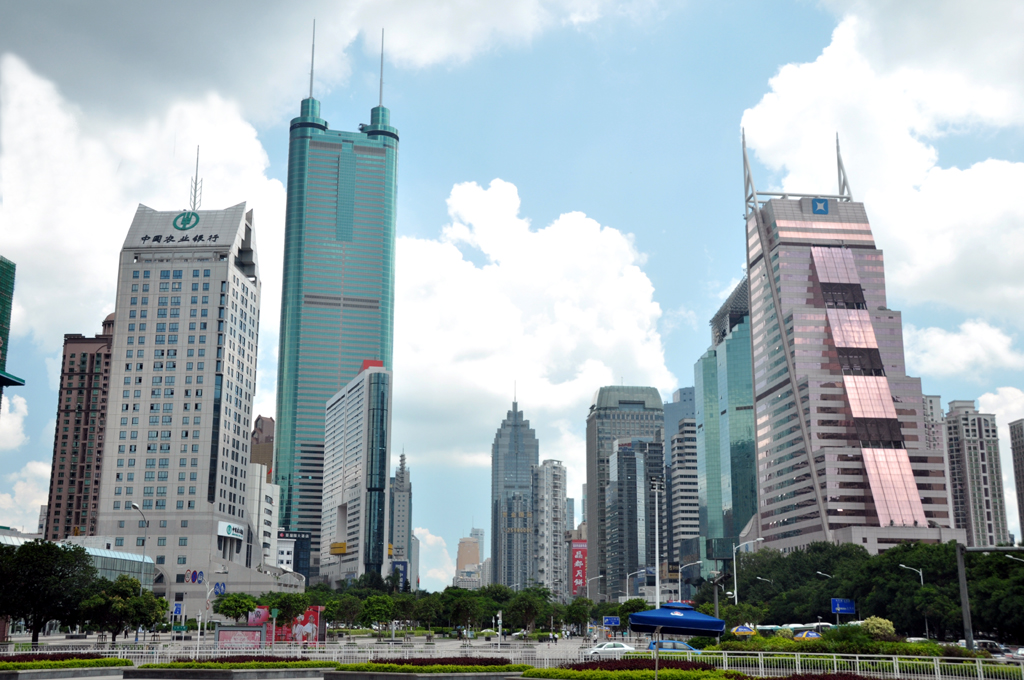
深圳市羅湖区
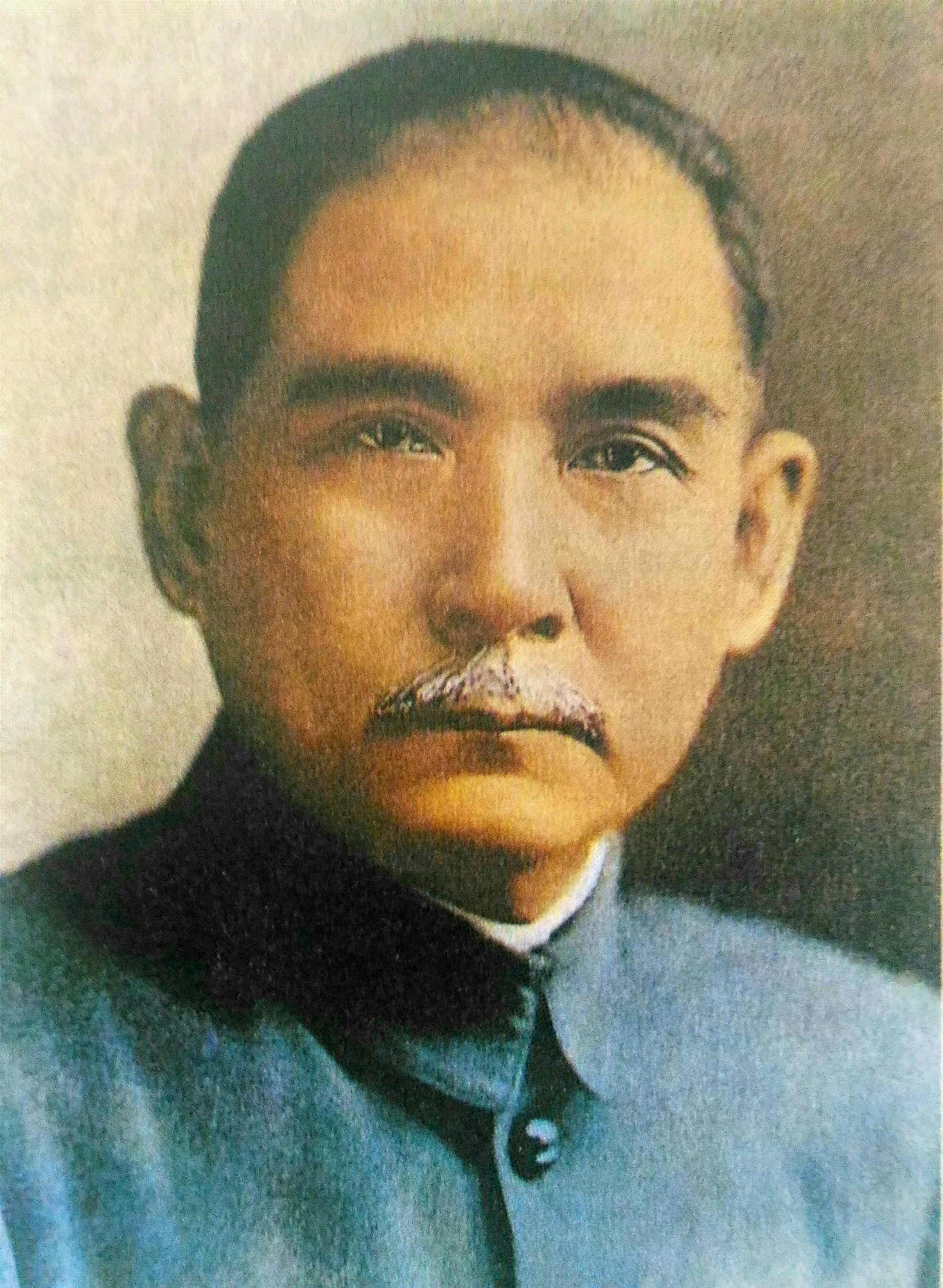
孫文は広東省の現中山市出身である
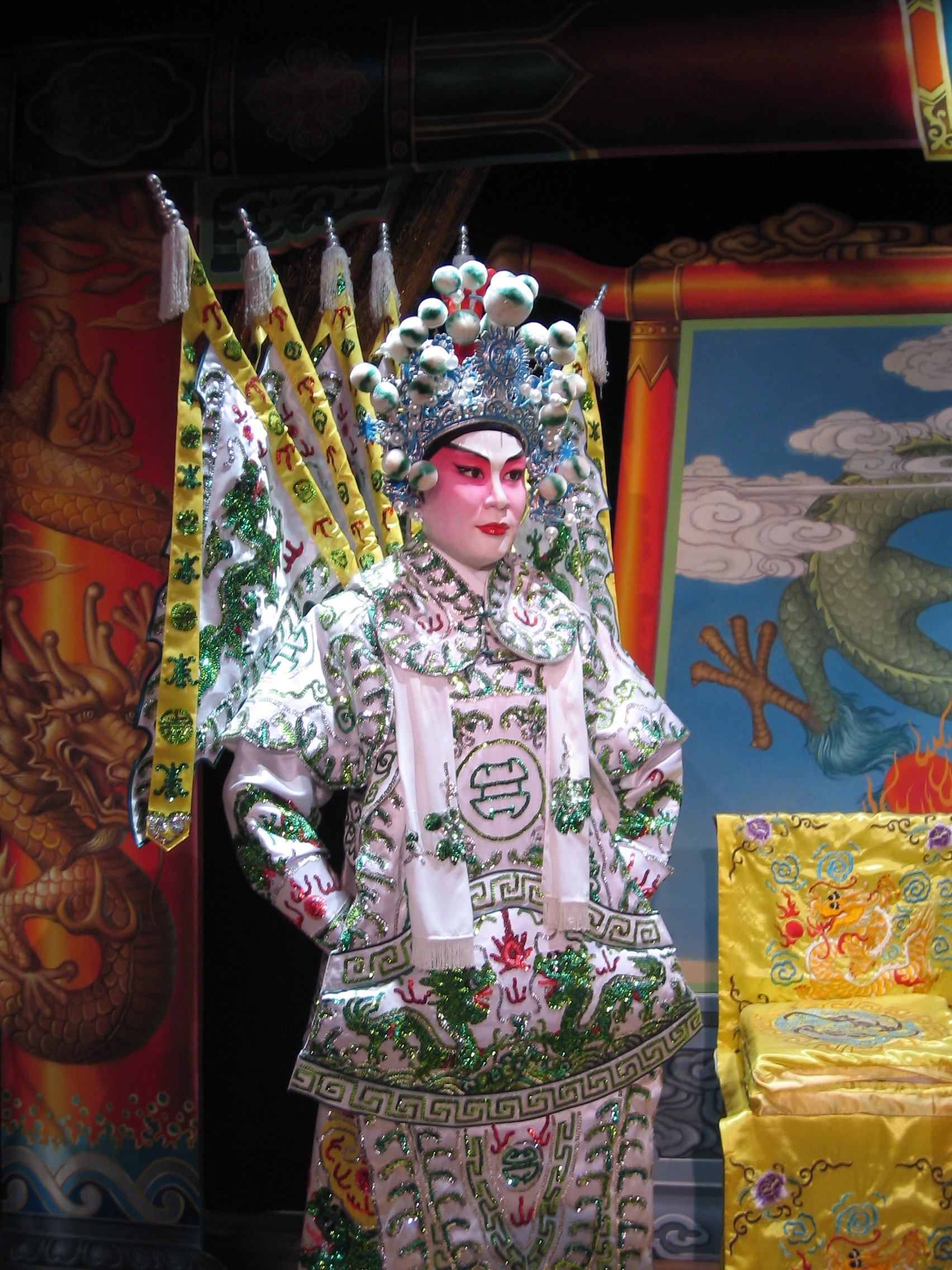
粤劇